# Fox Broadcasting Company
Die Fox Broadcasting Company (FBC), auch als FOX und FOX Network bezeichnet, ist ein US-amerikanisches Fernseh-Network. Das 1986 gegründete Unternehmen gehört der Fox Corporation von Rupert Murdoch (ehemals News Corporation und 21st Century Fox, nicht zu verwechseln mit der davon losgelösten News Corp). Hauptsitz des Unternehmens ist New York City.
Die erste Sendung am 9. Oktober 1986, dem ersten Sendetag von FBC (die Senderkennung wurde später auf FOX geändert), war eine Late Night Show mit Joan Rivers. Seither hat das Network eine Vielzahl von Sendungen hervorgebracht – neben einigen erfolgreichen Comedyserien (Malcolm mittendrin, Family Guy, Die wilden Siebziger, Arrested Development, New Girl) – auch mehrfach ausgezeichnete Publikumserfolge wie Akte X – Die unheimlichen Fälle des FBI, 24, O.C., California, Dr. House, Prison Break und Die Simpsons.
Im Gegensatz zum rechtslastigen Fox News Channel ist FOX eher liberal eingestellt.

## Sendungen auf Fox
FOX sendet sein Hauptprogramm von Montag bis Freitag von 20 bis 22 Uhr und sonntags 19 bis 22 Uhr. Somit hat FOX deutlich weniger Hauptprogramm als die drei anderen großen Sender (ABC, CBS, NBC). Die lokalen Nachrichten werden häufig als „FOX News on 7“ bezeichnet (benannt nach dem Sendekanal). Sie sind nicht zu verwechseln mit dem Sender FOX News.
FOX überträgt auch einige NFL-Football-Spiele live und im Wechsel mit den anderen großen Sendern den Super Bowl.
Eine Besonderheit von FOX ist die Ausstrahlung von Zeichentrick-Sendungen im Hauptprogramm am Sonntagabend. Auch in Deutschland bekannt sind Die Simpsons und Family Guy.